# قداد قزمي
قداد قزمي أو هَمَستَر قزمي (الاسم العلمي:Cricetulus) هو جنس من الحيوانات يتبع فصيلة الفأرية من رتبة القوارض.

## أنواع
- قداد الأعالي (الاسم العلمي:Cricetulus alticola)
- قداد مخطط (الاسم العلمي:Cricetulus barabensis)
- قداد تيبتي (الاسم العلمي:Cricetulus kamensis)
- قداد طويل الذيل (الاسم العلمي:Cricetulus longicaudatus)
- قداد مهاجر (الاسم العلمي:Cricetulus migratorius)
- قداد سوكولوف (الاسم العلمي:Cricetulus sokolovi)